# トレメッツォ
トレメッツォ（イタリア語: Tremezzo）は、イタリア共和国ロンバルディア州コモ県トレメッツィーナの分離集落（フラツィオーネ）。
かつては基礎自治体（コムーネ）であったが、2014年2月4日、隣接するレンノ、メッツェグラ、オッスッチョと合併し、新自治体が発足した。

## 地理

### 位置・広がり
コモ県中部、コモ湖畔に所在する。ベッラージョからコモ湖を挟んで西へ3km、県都コモから北北東へ22kmの距離にある。

#### 隣接コムーネ
コムーネとしてのトレメッツォは、以下のコムーネと隣接していた。
- ベッラージョ
- グランドラ・エドゥニーティ
- グリアンテ
- レンノ
- レッツェノ
- メナッジョ
- メッツェグラ

## 文化・観光
「イタリアの最も美しい村」加盟コムーネであった。合併後は、トレメッツィーナがメンバーシップを受け継いでいる。